# Régine Pernoud
Régine Pernoud (17 juni 1909 - 22 april 1998) was een Frans historicus, schrijfster en doctor in de Letteren, die bekend werd door haar werk over Jeanne d'Arc. Ze was conservator bij de Franse nationale archieven. 
In 1929 behaalde ze haar diploma Letteren aan de Universiteit van Provence in Aix-en-Provence. Ze behaalde haar doctoraat in de Letteren aan de École Nationale des Chartes en de École du Louvre. Ze was conservator van het museum van Reims in 1947 en twee jaar later van het Franse geschiedenismuseum. 
Ze is een wereldwijde expert op het gebied van middeleeuwse geschiedenis en schreef vaak boeken.

## Werk
Haar werk laat het geprivilegieerde leven van de vrouw zien in de middeleeuwen, een onderwerp waar ze enkele boeken aan wijdde. Ze wijdde het verminderde sociale belang van vrouwen vanaf de dertiende eeuw aan de terugkeer van de Romeinse traditie en het Romeinse recht, waar vrouwen een minder belangrijke rol hadden dan in het feodale recht. 
Ze was een van de mediëvisten die belangrijk hebben bijgedragen aan de bijstelling van het beeld van de 'donkere middeleeuwen', zoals dat sinds de Verlichting bestond, een beeld dat zeer onterecht is. 
In 1979 werd ze benoemd tot officier van het Legioen van Eer en in 1982 kreeg ze de onderscheiding commandeur in de Franse Orde van Kunsten en Letteren. In 1997 ontving ze de Grand prix Gobert van de Académie française.

## Werken in het Nederlands vertaald
- De glans der middeleeuwen, Utrecht 1956 (oorspr. Lumière du Moyen-Âge, 1946)
- Vrouwen in de middeleeuwen, haar politieke en sociale betekenis. (oorspr. La femme au temps des cathédrales. 1980)
- Hildegard van Bingen, Baarn 1996 (oorspr. Hildegarde de Bingen: conscience inspirée du XIIe siècle, 1994)
- Christine de Pisan, Baarn 1997 (oorspr. Christine de Pisan, 1982)
- De kruistochten, 1095-1300, Lochem 1965 (oorspr. Les croisades, 1960)
- Afrekenen met de middeleeuwen (oorspr. Pour en finir avec le Moyen Age, 1977)
- De vrouwen ten tijde van de kruistochten, Schoorl 1994 (oorspr, Les femmes aux temps des croisades, 1983)